# 하모니카 (운영 체제)
하모니카(영어: HamoniKR)는 대한민국에서 제작된 리눅스 배포판이다. 하모니카의 공식 커뮤니티에서 다운로드 받을 수 있다. 2024년 11월 18일 하모니카 8.0 백두(Paektu) 가 출시되었다.

## 최소 사양 및 권장 사양
| 구분       | 최소 사양                                          | 권장 사양                                          |
| ---------- | -------------------------------------------------- | -------------------------------------------------- |
| CPU(x64)   | 2GHz 이상의 INTEL 또는 AMD 듀얼 코어 (2 core) 이상 | 2GHz 이상의 INTEL 또는 AMD 듀얼 코어 (2 core) 이상 |
| 램         | 최소 2 GB 이상                                     | 4 GB 이상                                          |
| 하드디스크 | 최소 25 GB                                         | 50 GB 이상                                         |
| 해상도     | 1024x768 이상                                      | 1920x1080 이상                                     |

## 호환성과 보안

### OS 보호 기술
하모니카 OS에서 제공되는 보안기술은 커널 보안, 응용프로그램 보안, 사용자 보안레이어로 구분된다.
커널보안의 경우 시스템 바이오스에서 시작되어 커널모듈까지 이어지는 과정에서 보안 체인을 형성하여 인가되지 않는 불법적인 소프트웨어의 사용을 차단하는 커널 시큐어 체이닝 기술이 제공된다.
응용프로그램의 경우 커널의 리눅스 보안 모듈(LSM : Linux Security Modules) 인터페이스를 이용하여 관리자가 프로그램별로 사용권한을 제한할 수 있게 해주는 기능을 제공한다.
사용자 보안의 경우 암호화된 저장공간, USB 보안 프로그램, 개인방화벽, 바이러스 백신을 제공하고 있으며, 업데이트 서버는 공개키 기반의 암호화와 TLS를 이용하여 데이터를 제공한다.

### OS 보안 패치
업스트림으로 사용하는 우분투에서 제공되는 보안패치 및 업데이트를 동일하게 제공하며(2034년 5월까지 장기적인 지원을 제공), 추가적으로 주요 업데이트 및 보안패치를 하모니카 자체 저장소에서 제공한다.

### 백신
하모니카OS는 시스코 시스템즈에서 주도하고 있는 ClamAV 프로젝트 (https://github.com/Cisco-Talos/clamav-devel)를 백엔드로 사용하는 백신을 무료로 제공한다. 이스트소프트사의 압축 유틸리티인 알집과 더불어 백신 프로그램인 알약을 하모니카OS 4.0에 탑재하여 배포 중이다. 알집과 알약은 개인사용자는 무료로 사용할 수 있다. 이외에 V3, 터보백신, eScan 등 다양한 백신SW도 사용할 수 있다.
하모니카 OS 8.0은 V3 Lite 백신을 설치할 수 있게 제공하고 있다. 

## 도입 분야
국방부는 지난 2016년 7월 육·해·공 8개 부대에 총 69대의 PC(아수스)에 하모니카OS를 설치·운영 중이다. 경찰청에서 '캠코더 단속 영상 편집 프로그램' 클라이언트 및 서버 운영 체제로 하모니카를 도입하였다. 또한 향후 외국 경찰에 수출도 고려하고 있다고 한다. 일부 학교에도 도입되었다.
병무청의 "징병검사 심리검사 시스템"(병역의무자 정신건강 테스트 시스템)에도 하모니카가 적용되었다.
2019년 코맥스라는 업체가 국방부 국군 사이버지식정보방 개선사업에 하모니카 OS 12,500대를 납품, 설치하였다.
대교CNS의 지능형 영상관제시스템 VIVEex의 어플라이언스 운영체제로 도입되었다.
2차 인증 솔루션인 Nurit의 'Baro PAM' 을 적용하여 호환성을 입증하였다.
(주)스마일서브의 iwinv 클라우드 PC VDI 서비스를 제공하고 있다.
국방부 사이버지식정보방 관리 서버용 OS로 237대의 하모니카OS와 원격지PC관리솔루션이 납품되었다. 
부광약품(주) 직원 업무용 PC로 하모니카OS와 원격지PC관리솔루션이 납품되었다. 

### 도입 가능 분야
행정자치부와 지방자치단체의 "우편모아시스템"과 미래창조과학부(과학기술정보통신부)에서도 하모니카 사용을 검토한다고 한다.

## 같이 보기
- 우분투
- 리눅스 민트
- 데비안
- 붉은별 (운영 체제)
- 티맥스OS
- 구름 플랫폼
- 훙멍
- 한컴 구름